# Das Double 1977/78
Das Double 1977/78 – Eine Zeitreise mit dem 1. FC Köln  ist ein Dokumentarfilm von Frank Steffan aus dem Jahr 2017. Der Film behandelt die dokumentarische Aufbereitung der sportlich erfolgreichsten Spielzeit des 1. FC Köln, die am Saisonende 1978 mit dem Gewinn der Deutschen Meisterschaft sowie wie mit dem Sieg im DFB-Pokal endete. Zum damals erst dritten Mal gelang, nach Schalke 04 und Bayern München, einem Verein das sogenannte Double.

## Hintergrund und Handlung
Der Dokumentarfilm Das Double 1977/78 – Eine Zeitreise mit dem 1. FC Köln zeichnet die Saison 1977/78 in ca. 90 Minuten nach. In dieser Saison gelang dem 1. FC Köln unter Führung des legendären Trainers Hennes Weisweiler sein bisher größter sportlicher Erfolg: Der Gewinn des DFB-Pokals und gleichzeitig der Gewinn der Deutschen Meisterschaft in einer Spielzeit. Die teilweise hoch dramatischen Ereignisse werden durch zahlreiche Originalspielszenen noch einmal lebendig. Die wichtigsten Zeitzeugen dieser ungewöhnlichen Epoche kommen aus aktueller Sicht zu Wort. Mehr als 30 Zeitzeugen wurden interviewt, u. a. die damals aktiven FC-Spieler Toni Schumacher, Harald Konopka, Dieter Müller, Wolfgang Weber oder Herbert Zimmermann. Auch der damalige Manager des Clubs, Karl-Heinz Thielen erinnert sich genauso wie der damalige Vizepräsident, Klaus Hartmann. Ebenso eingebunden war der damals noch junge Kaderspieler des 1. FC Köln, Preben Elkjaer Larsen. Der spätere Star der dänischen Nationalmannschaft schildert seine Zeit in Köln auf amüsante Art und Weise.
Die Originalaufnahmen aus der Zeit in Verbindung mit den persönlichen Erinnerungen ergeben eine höchst unterhaltsame und spannende Mischung. Ähnlich wie bei Frank Steffans von der Kritik positiv aufgenommenen Vorgängerfilm Heinz Flohe – Der mit dem Ball tanzte wird insbesondere der Fußball der 70er Jahre wieder in den Fokus gerückt, der mehr Raum für große Techniker bot und in der Gegenwart durch seine nicht kommerzielle Ausrichtung das Gefühl der Fußball-Romantik hervorruft.
Nicht nur sportliche Aspekte spielen im Film eine Rolle. 1977/78 war auch aus anderen Gründen eine besondere Epoche. Die Stadt Köln war genau in dieser Zeit die europäische Kunstmetropole, auf Augenhöhe mit New York. Köln war darüber hinaus die Partystadt schlechthin. Die Stadt pulsierte, man sprach von „Swinging Cologne“. Die Jahre 1977 und 1978 waren zudem eine lang nachwirkende Zeitenwende. Die Entführung von Arbeitgeberpräsident Hanns Martin Schleyer im September 1977, in unmittelbarer Nähe des Müngersdorfer Stadions, markierte einen politischen Bruch in ganz Deutschland in diesem „Deutschen Herbst“. Es waren bewegte Zeiten, in jeder Hinsicht und der Film machte es sich zur Aufgabe, neben der sportlichen Seite, auch diese gesellschaftlichen und politischen Perspektiven zu integrieren.
Am 17. September 2017 fand die Premiere des Films unter großer Medienbeachtung im Kölner Residenz Kino statt.

## Auszeichnungen
Regisseur Frank Steffan holt mit dem Double 1977/78 – eine Zeitreise mit dem 1. FC Köln den 11mm Publikumspreis. Die zweite 1. FC Köln-Dokumentation des Filmteams um Frank Steffan begeisterte die Zuschauer in dem völlig überfüllten Kino Babylon – darunter der ehemalige Kölner Spieler und Deutsche Meister Karl-Heinz Thielen. Der VfL Wolfsburg-Profi Maximilian Arnold überreichte am Abschlussabend dem Filmemacher die Goldene 11 – den Publikumspreis des 11mm Fußballfilmfestivals.

## Kritiken
„Auch damals gab es Künstler am Ball, Heinz Flohe zum Beispiel, einer der besten deutschen Mittelfeldspieler, dem Steffan ein eigenes, berührendes Filmporträt gewidmet hat. Die Namen der großen Spieler von damals sind den FC-Fans heute noch geläufig: Toni Schumacher, Dieter Müller, Herbert Neumann, Gerd Strack, Roland Gerber. Müller hält mit sechs Toren in einem Spiel noch immer den Bundesligarekord. Der eigentliche Star des Films aber ist Harald Konopka, ein eisenharter Rechtsverteidiger, der mit Witz und Selbstironie (‚da bewundere ich mich heute noch, wie ich den Ball reinjemacht hab’.‘) von damals erzählt.“

„Großartig, grandios! Schön, dass man noch einmal so weit zurückschauen konnte, die Leute sind begeistert, das muss man sich unbedingt anschauen. Es war einfach toll, noch einmal die erfolgreichste und beste Mannschaft des 1. FC Köln zu sehen.“

„Der Spagat zwischen Fußball und Zeitgeist, den Steffan immer wieder einstreut, ist gelungen. Im Intro reduziert er die Weltkugel über Deutschland auf den Kosmos Köln, so wie es nicht wenige Kölsche ja auch heute noch gerne tun sollen. Unter dem Untertitel ‚1977/78: Eine Zeitreise mit dem 1. FC Köln‘ wechselt der Film zwischen RAF-Terror, Kölner Karneval, Nachtleben und Kunstszene, ohne dabei jedoch den Kern, den FC, zu verlassen.“

„Ohne Hennes Weisweiler wäre Harald Konopka nie der beste Fußballer der Welt geworden. Für immerhin Andy Warhol war Konopka das. Warhol besuchte den Linienläufer mit den widerspenstigen Haaren in dessen Eigenheim, um ihm ein Bild mit den Worten ‚To the best soccer player in the world‘ zu signieren. Warhol und Konopka kannten sich, der hemdsärmelige Verteidiger sammelte Kunst (‚Ich weiß auch nicht, wie das kam‘) und schleppte seine Kumpels Heinz Flohe, Herbert Neumann und Dieter Müller mit in die berühmten Galerien. Konopka ist einer der Helden des Dokumentarfilms ‚Das Double‘, der auch als Buch erschienen ist, und mit dem der Kölner Filmemacher, Autor und Verleger Frank Steffan der Saison 1977/78 ein kleines Denkmal setzt.“

„‚Das Double‘ ist im Grunde eine kulturgeschichtliche Betrachtung der Fußball-Bundesliga … Und nicht nur das runde Leder, auch die unrunden Zeitläufe spielen eine gewichtige Rolle in dem Werk der ‚Edition Steffan‘. Schon alleine das Intro ist sein Geld wert, verschaffen die Bilder doch einen Rück- und Einblick in ein Jahr, in dem Deutschland mit der Entführung von Hanns-Martin Schleyer eine auch politische Zäsur erlebte.“

„Ich bin ja, die meisten wissen das, ein Freund gut gemachter Fußball-Dokumentationen. Eine besonders gut gemachte, mit ganz viel Herzblut gemachte Dokumentation, dreht sich um ein Jahr, das der Kölner an sich für immer in seinem Herzen tragen wird: Das Double-Jahr, die Double-Saison 1977/78!“